# Abtei-Gymnasium (Duisburg)
Das Abtei-Gymnasium ist ein Gymnasium in Duisburg-Hamborn. Es befindet sich in kirchlicher Trägerschaft, speziell in der Trägerschaft des Bistums Essen. Der Name des Gymnasiums stammt von der angrenzenden Abtei Hamborn.
Am 20. März 2009 wurde das Abtei-Gymnasium aufgrund seiner Vielzahl an projektorientierten Partnerschaften in Europa und dem angebotenen bilingualen Zweig zur Europaschule ausgezeichnet.

## Geschichte
Die preußische Regierung genehmigte das heutige Abtei-Gymnasium 1905 als Lyzeum, die Schule wurde daraufhin als Höhere Schule für Mädchen eröffnet. Hauptinitiator der Gründung war Pfarrer Heinrich Laakmann aus der benachbarten St. Johannes-Kirche. Aufgrund stetig steigender Schülerzahlen konnte das Lyzeum bald in ein Oberlyzeum umgebaut werden. 1938 wurde die Schule geschlossen, da die Unterrichtsinhalte nicht zur nationalsozialistischen Ideologie passten. Nach Ende des Zweiten Weltkriegs setzte sich eine Reihe von Hamborner Bürgern dafür ein, die Schule wieder zu eröffnen. Dies dauerte schließlich neun Jahre, bis 1954 die ersten 51 Mädchen wieder in den Unterricht kamen. 1962 gab die Pfarrgemeinde St. Johann die Schulträgerschaft an das Bistum Essen ab, da die Kosten bei immer mehr steigenden Schülerzahlen zu hoch geworden waren. Bis in die 70er setzten nun Renovierungsarbeiten ein, bei denen ein neuer Unterrichtstrakt, eine zweite Sporthalle und Hauswirtschaftsräume geschaffen wurden. 1973 erhielten erstmals auch Jungen die Möglichkeit am Abtei-Gymnasium zu lernen, heute gibt es dort etwa gleich viele Jungen wie Mädchen. Zum 100-jährigen Jubiläum der Schule wurde sie 2005 vom Bundespräsidenten Horst Köhler besucht.
Im Jahr 2008 beschlossen Schulleitung, Schulkonferenz und Schulträger, das Gymnasium in Ganztagsform zu führen. Seit dem Schuljahr 2010/2011 haben die Schülerinnen und Schüler an drei Tagen in der Woche auch nachmittags Unterricht. Sukzessive werden bauliche Erweiterungen geschaffen, um beispielsweise ein warmes Mittagessen für alle interessierten Schüler sicherzustellen.

## Angebote
Neben dem Fächerangebot bietet das Abtei-Gymnasium auch Nachmittagsangebote an, welche von den Schülern teils unter Begleitung eines Lehrers, teils auch selbständig geleitet und durchgeführt werden.
Aus Arbeitsgemeinschaften (kurz AGs) sind im Laufe der Jahre zwei Schülerfirmen erwachsen. 2003 gegründet, spezialisierte sich As Accudo zuerst auf die Erstellung der Websites und Webhosting. Daneben werden mittlerweile auch Präsentationen und Seminare zu speziellen Computer-Themen erstellt. Nachdem die Schüler jahrelang Erfahrung in der Technik-AG sammeln konnten, schlossen sie sich im Jahre 2004 zu einem gemeinnützigen Verein zusammen, dem  PLS e. V. Dieser verleiht so genannte „Party-Packages“, die zum Beispiel ein DJ-Pult und Boxen beinhalten. Mit der Durchführung diverser Großveranstaltungen (Aulas Rock, Podiumsdiskussion des Bürgermeisters usw.) gelang es der Schülerfirma nicht nur ihr technisches Verständnis, sondern auch das dazugehörige Equipment zu verbessern.
Zum 100-jährigen Jubiläum wurde ein Selbstlernzentrum (SLZ) für Oberstufen-Schüler errichtet.
Im Laufe der Zeit ließ sich das Image und das Ansehen über den Schulhof hinaus über die Elternschaft bis auf kommunaler Ebene ausbauen.

### Partnerschulen
Das Abtei-Gymnasium hat drei Partnerschulen in unterschiedlichen Ländern. Seit 2008 besteht ein jährlicher Austausch mit dem katholischen Schulzentrum Ivan Pavao II in Bihać (Bosnien-Herzegowina). Die schon 1977 begründete Partnerschaft mit dem Lycée St. Michel im französischen Reims wurde abgelöst durch den Austausch mit dem Lycée Notre Dame de la Tilloye in Compiègne. Ein jährlicher Schüleraustausch findet zudem mit einer Schule in Gödöllő in Ungarn statt. Hier liegt der Schwerpunkt im Gegensatz zu den anderen beiden Partnerschaften auf künstlerisch-musischer Ebene. Mit der John Henry Newman School in Stevenage (England) bestand seit 1988 die Möglichkeit für Schüler der Klassen neun an einem zehntägigen Austausch teilzunehmen. Außerdem konnten Schüler der Jahrgangsstufe 11 in Stevenage ein Berufspraktikum absolvieren. Nach Auflösung der Partnerschaft von englischer Seite wird seit 2016 für die Schüler der 9. Klasse eine Studienfahrt nach England angeboten.